# Almotacén
Almotacén o fiel almotacén era la denominación de los inspectores de los mercados y talleres andalusíes cuyo puesto como funcionario público aumentó en responsabilidad y autonomía desde los tiempos del emirato de Córdoba (siglos VIII al X) hasta que su figura desaparece en el siglo XIX. El DLE conserva esa palabra para denominar al empleado público que contrastaba pesas y medidas, y recoge como usos antiguos que también designaba al mayordomo encargado de la Hacienda real y, en Marruecos, al funcionario que se encargaba de la vigilancia de los mercados y de señalar cada día el precio de las mercancías.

## Etimología y origen
La palabra deriva del árabe hispánico almuḥtasáb, y ésta del árabe clásico muḥŏtasib («el que gana tantos ante Dios con sus desvelos por la comunidad»). Era una figura traída de los zocos árabes. Estaba encargado, bajo las órdenes del zabazoque, de reportar los incumplimientos de las ordenanzas. Sus principales funciones fueron el control de pesos y medidas, la fijación de precios y la limpieza y urbanismo. Sin embargo este oficio fue adquiriendo las funciones del zabacoque, hasta que el almotacenazgo pasó a ser un puesto voluntario y no remunerado, y fue especializándose hasta incluso requerir (en 1086) ser alfaquí necesitando por ello los conocimientos jurídicos necesarios.

## Reinos cristianos
La figura se extiende por los reinos hispano-cristianos con los nombres de almotacén, fiel del rastro o almotacín (mostassà o mostassaf en Cataluña y Valencia); como quienes se encontraban a cargo de la vigilancia y comprobación del ajuste exacto de los pesos y medidas en las transacciones públicas, en especial en los mercados. Actuaban de oficio o a instancia de cualquiera que considerase que los instrumentos de peso habían sido modificados. También se ocupaban de la comprobación de la moneda: peso y falsificación. Su oficina se llamaba fielato, nombre que también se daba a los puesto de control de entrada y cobro de portazgo que había en las puertas de las ciudades hasta mediados del siglo XX.
Fueron comunes en Al-Ándalus, los reinos de Castilla, Murcia, Aragón y Valencia, y en muchos casos las ordenanzas municipales regulaban su actividad en cada villa. Dadas las diferencias de los pesos y medidas entre los reinos, e incluso entre las diferentes ciudades, debían ser conocedores de las más habituales.
La figura no desaparece hasta el siglo XIX.